# Komando Resor Militer 164
Komando Resor Militer 164/Wira Dharma (kurz Korem 164/Wira Dharma) war ein indonesischer Militärbezirk, der dem regionalen Militärkommando des Kodam IX/Udayana mit Sitz in Denpasar (Bali) unterstellt war. Korem 164/Wira Dharma entsprach der Provinz Timor Timur, dem seit 1975 besetzten und von 1976 bis 1999 annektierten Osttimor.
Der Name „Wira Dharma“ bedeutet „Held des Dharma“.

## Geschichte
Der Korem 164/Wira Dharm wurde am 26. März 1979 mit dem offiziellen Ende der Operation Seroja zur Eroberung von Osttimor etabliert. Erster Kommandeur wurde Adolf Sahala Rajagukguk.
Nach dem Unabhängigkeitsreferendum in Osttimor am 30. August 1999 und dem Beginn der folgenden Gewalt wurde am 7. September das Kriegsrecht ausgerufen und Osttimor unter die Administration von Generalleutnant Kiki Syahnakri gestellt. Am  27. September 1999 musste er die Verantwortung für Osttimor an die Internationale Streitkräfte Osttimor (INTERFET) abgeben. Am 19. Oktober 1999 erkannte die Beratende Volksversammlung Indonesiens das Ergebnis des Referendums an und entließ Osttimor aus dem indonesischen Staat. Am 30. März 2000 wurde Korem 164/Wira Dharma aufgelöst. Letzter Kommandeur war Oberst Noer Muis.
Auf dem Monument zum Gedenken der indonesischen Gefallenen der Operation Seroja stehen die Namen von über 3600 indonesischen Soldaten. Die meisten Verluste hatte die indonesische Armee in den ersten Jahren der Besatzung zu beklagen. In Osttimor gibt es zwölf indonesische Militärfriedhöfe mit 1124 Gräbern, den größten Friedhof in Dili.
Zwischen 1975 und 1999 starben schätzungsweise 183.000 osttimoresische Zivilisten infolge der Besatzung. Neben Kampfhandlungen gab es Tote durch Morde, Krankheiten und Hunger. Hunger wurde als Waffe eingesetzt und auch die Zwangsumsiedlungen führten zu Opfern. Alleine in der letzten Gewaltwelle, an der neben pro-indonesische Milizen auch Soldaten der Streitkräfte mitwirkten starben 1999 1400 bis 1500 Menschen. Der Armee werden für die Besatzungszeit zahlreiche Menschenrechtsverletzungen vorgeworfen. Die meisten Verstöße wurden den Korem in den Jahren 1980–1984 zugeschrieben, als 77 % aller gemeldeten Verstöße (367/475) stattfanden, wobei die höchste Zahl im Jahr 1982 (179/475) auftrat. 80 % aller den Korem zugeschriebenen Verstöße ereigneten sich den Berichten zufolge im Distrikt Dili (375/475), aber es gab auch einzelne Jahre, in denen Verstöße auch in anderen Distrikten gemeldet wurden: Distrikt Baucau im Jahr 1983 (16/475), Manatuto im Jahr 1995 (22/475) und Oe-Cusse Ambeno im Jahr 1999 (16/475).

## Struktur
Entsprechend der territorialen Struktur der Streitkräfte Indonesiens wurden analog zu den 13 Distrikten Osttimors 13 Kodim geschaffen. In Osttimor wurden zudem zwei Infanteriebataillone aufgestellt, das Infanteriebataillon 744 und das Infanteriebataillon 745.
- Kodim 1627/Dili
- Kodim 1628/Baucau
- Kodim 1629/Los Palos
- Kodim 1630/Viqueque
- Kodim 1631/Manatuto
- Kodim 1632/Aileu
- Kodim 1633/Ainaro
- Kodim 1634/Manufahi
- Kodim 1635/Covalima
- Kodim 1636/Maliana
- Kodim 1637/Ermera
- Kodim 1638/Liquiça
- Kodim 1639/Ambeno

## Kommandeure (Danrem)
| Kommandeure der Korem 164/Wira Dharma | Kommandeure der Korem 164/Wira Dharma | Kommandeure der Korem 164/Wira Dharma |
| Nr.                                   | Name                                  | Dienstzeit                            |
| ------------------------------------- | ------------------------------------- | ------------------------------------- |
| 1                                     | Oberst Adolf Sahala Rajagukguk        | 26. März 1979 – 1982                  |
| 2                                     | Oberst Purwanto                       | 1982 – August 1983                    |
| 3                                     | Oberst Rudjito (Rudito)               | August 1983 – 1984                    |
| 4                                     | Oberst Rahardjo                       | 1984 – 1984/5?                        |
| 5                                     | Oberst Mohammad Yunus Yosfiah         | 1985 – 1987                           |
| 6                                     | Oberst Mohammed Ma’ruf                | 1987 – 29. April 1989                 |
| 7                                     | Oberst Rudolf Samuel Warouw           | 29. April 1989 – 13. Mai 1990         |
| 8                                     | Oberst I Ketut Wirdhana               | 1990 – 1991                           |
| 9                                     | Oberst J. P. Sepang                   | 13. Mai 1991 – 7. Januar 1992         |
| 10                                    | Oberst Dunidja                        | 7. Januar 1992 – 15. März 1993        |
| 11                                    | Oberst Suntoro                        | 15. März 1993 – 20. Juli 1993         |
| 12                                    | Oberst Johny Lumintang                | 20. Juli 1993 – 5. September 1994     |
| 13                                    | Oberst Kiki Syahnakri                 | 5. September 1994 – 27. Mai 1995      |
| 14                                    | Oberst Mahidin Simbolon               | Juli 1995 – 31. Mai 1997              |
| 15                                    | Oberst Salamat Sidabutar              | 31. Mai 1997 – 4. Juni 1998 †         |
| 16                                    | Oberst Tono Suratman                  | 10. Juni 1998 – 13. August 1999       |
| 17                                    | Oberst Mohammed Noer Muis             | 13. August 1999 – 30. Mai 2000        |